# كريستيانو مورايس دي أوليفيرا
كريستيانو مورايس دي أوليفيرا (بالبرتغالية: Cristiano Moraes de Oliveira‏) هو لاعب كرة قدم برازيلي في مركز الوسط، ولد في 28 سبتمبر 1983 في ماناوس في البرازيل. لعب مع سبورتينغ لشبونة ونادي باسوش دي فيريرا ونادي باوك ونادي بيرا مار ونادي فيتوريا سيتوبال ونادي كريسيوما.

## وصلات خارجية
- كريستيانو مورايس دي أوليفيرا على موقع قاعدة بيانات كرة القدم.إي يو (الإنجليزية)
- كريستيانو مورايس دي أوليفيرا على موقع Soccerway.com (الإنجليزية)